# Chilli Willi and the Red Hot Peppers
Chilli Willi and the Red Hot Peppers byla britská pub rocková skupina, existující v letech 1971–1975. Po rozpadu skupiny začali členové skupiny postupně přecházet do jiných skupin. Pete Thomas začal hrál se skupinou Elvise Costella The Attractions, Paul Riley hrál s Grahamem Parkerem, Martin Stone hrál s Pink Fairies a Phil Lithman spolupracoval s The Residents.

## Diskografie

### Studiová alba
- Kings of the Robot Rhythm (1972)
- Bongos Over Balham (1974)

### Kompilační alba
- I'll Be Home (1996)

### Koncertní alba
- The Amazing ZigZag Concert (2010) (různí interpreti)

### Singly
- „Breathe A Little“ (1975)